# Micropsectra radialis
Micropsectra radialis är en tvåvingeart som beskrevs av Maurice Emile Marie Goetghebuer 1939. Micropsectra radialis ingår i släktet Micropsectra och familjen fjädermyggor. Arten är reproducerande i Sverige. Inga underarter finns listade i Catalogue of Life.